# 賴德冰川
賴德冰川（英語：Ryder Glacier），是南極洲的冰川，位於帕爾默地，全長24公里，流經戴耶高原，最終在格爾尼角以南注入喬治六世海峽，現時由南極條約體系管理。